# Squadre d'Azione Mussolini
Le Squadre d'Azione Mussolini (SAM) è il nome di due diverse organizzazioni di ispirazione fascista, attive in Italia la prima nel secondo dopoguerra, formata da reduci della RSI, e l'altra di natura terroristica durante gli anni di piombo.

## Storia

### Secondo dopoguerra
La prima SAM di cui si abbia notizia risale al secondo dopoguerra, attiva insieme ad altri gruppi già dopo alcuni mesi dalla Liberazione. I suoi membri si occupavano soprattutto di volantinaggio e propaganda anti-partigiana in squadre generalmente organizzate in cellule, il cui numero di elementi variava da 6 a 12, attivi sia nelle città che nella provincia. Il 17 gennaio 1947 a Milano fu assassinata Eva Macciacchini, ex ausiliaria della RSI e militante delle Squadre d'Azione Mussolini. Il delitto, senza colpevoli, fu attribuito alla Volante Rossa .
Successivamente nel 1947 molti dei loro membri confluirono nelle organizzazioni paramilitari segrete formate da ex fascisti organizzatesi per rispondere a un eventuale colpo di stato comunista.

### Anni di piombo
Durante gli anni di piombo il nome viene rievocato per fondare un movimento di natura clandestina e di ispirazione neofascista attivo soprattutto in Lombardia.
Tra il 1969 e il 1974, il SAM rivendica un'ottantina di attentati. Pare che dietro al gruppo si celassero movimenti interdipendenti tra loro come i Giustizieri d'Italia, Ordine Nero, Lotta di Popolo, Fronte Nazionale e il Movimento Integralista uniti sotto l'etichetta del nome ma in completa autonomia. Noto membro eversivo fu Giancarlo Esposti, simpatizzante di Avanguardia Nazionale, più volte indagato e inquisito riguardo ai suoi rapporti con l'estrema destra; si rese protagonista di alcuni degli attentati dinamitardi rivendicati dalle SAM, rimase ucciso in uno scontro a fuoco con le forze dell'ordine a Pian del Rascino il 30 maggio 1974.